# Hugh Dallas
Hugh Dallas (ur. 26 października 1957 w Lanark) - były szkocki sędzia piłkarski, z zawodu dyrektor. Uczestnik Mistrzostw Świata oraz Mistrzostw Europy. Licencję FIFA uzyskał w 1993 roku. 

## Kariera
Hugh Dallas zawodową karierę rozpoczynał w 1981 roku. Możliwość sędziowania w pierwszej lidze zdobył w 1991 roku. Rok później był arbitrem w finałach Mistrzostw Europy do lat 18. Następnie wystąpił na Letnich Igrzyskach Olimpijskich 1996, Mistrzostwach Świata 1998, Euro 2000 oraz Mistrzostwach Świata 2002. Na tym turnieju był m.in. arbitrem podczas spotkania Portugalii z Polską. Na mundialu tym Szkot wzbudził sporo kontrowersji, nie dyktując rzutu karnego dla Stanów Zjednoczonych w meczu z Niemcami, kiedy to Torsten Frings odbił ręką lecący do bramki strzał Gregga Berhaltera. Sędziowską karierę Dallas zakończył w 2005 roku. Podczas niej sędziował również między innymi spotkania Ligi Mistrzów, Pucharu UEFA oraz Scottish Premier League. 